# دانشگاه چوآن
دانشگاه چوآن (‎/tʃoʊˈwɒn/‎) یک دانشگاه خصوصی هنرهای لیبرال مسیحی در مورفریسبورو، کارولینای شمالی است. این دانشگاه مدارک کاردانی، کارشناسی و کارشناسی ارشد را در ۷۰ رشته دانشگاهی ارائه می‌دهد و توسط انجمن کالج‌ها و مدارس جنوب تأیید شده‌است.
چوآن توسط گادوین کاتن مور در سال ۱۸۴۸ به عنوان مؤسسه زنان باپتیست چوآن، به عنوان یک کالج چهار ساله زنان، تأسیس شد. ریشه آن به آکادمی هرتفورد می‌رسد.
ساختمان McDowell Columns، که محل دفاتر اداری کالج است، در سال ۱۸۵۱ ساخته شد. بین سال‌های ۱۸۵۰ و ۱۸۶۷، نام مدرسه به مؤسسه دانشگاهی زنان چووان تغییر کرد، سپس به مؤسسه زنان باپتیست چوآن بازگشت.